# Petite rivière Eusèbe
Pour les articles homonymes, voir Eusèbe.
La Petite rivière Eusèbe est un affluent de rivière Ashuapmushuan, coulant la municipalité de Saint-Félicien, dans la municipalité régionale de comté (MRC) du Domaine-du-Roy, dans la région administrative de Saguenay–Lac-Saint-Jean, dans la province de Québec, au Canada.
La partie supérieure de la vallée de la Petite rivière Eusèbe est desservie par le boulevard du Jardin (route 167) et le chemin du rang Double; la partie inférieure, par le boulevard du Jardin et le boulevard Saint-Félicien.
Hormis une petite zone forestière en début de parcours et la zone urbaine en fin de parcours, l'agriculture constitue la principale activité économique de cette vallée.
La surface de la Petite rivière Eusèbe est habituellement gelée du début de décembre à la fin mars, sauf les zones de rapides; toutefois la circulation sécuritaire sur la glace se fait généralement de la mi-décembre à la mi-mars.[réf. nécessaire]

## Géographie
La Petite rivière Eusèbe tire sa source à l'embouchure d'un tout petit lac non identifié (altitude: 156 m) à la limite de la zone agricole et forestière dans Saint-Félicien. Ce petit lac est alimenté par l'embranchement Thibeault. Cette source est située à:
- 1,6 km au nord-ouest du boulevard du Jardin route 169;
- 4,9 km au sud-ouest de la rive de la rivière Ashuapmushuan;
- 9,4 km à l'ouest de l'embouchure de la Petite rivière Eusèbe[3].

À partir de sa source, la Petite rivière Eusèbe coule sur 8,5 km avec une dénivellation de 55 m, surtout en zone agricole et de village en fin de parcours, selon les segments suivants:
- 1,4 km vers le sud-est en coupant le chemin du rang Simple, en recueillant la Branche Castonguay (venant de l'ouest), jusqu'au boulevard du Jardin;
- 3,9 km vers le sud-est en coupant le chemin du Rang Double, en recueillant la Branche Sud (venant du sud-ouest), jusqu'à la décharge de la rivière à la Carpe (venant du sud-ouest);
- 3,2 km vers le sud-est en coupant le boulevard du Jardin (sens nord-sud), en recueillant le cours d'eau Germain (venant de l'ouest), en coupant le boulevard Saint-Félicien (sens est-ouest), en traversant Saint-Félicien, jusqu’à son embouchure[3].

La Petite rivière Eusèbe se déverse sur rive sud-ouest de la rivière Ashuapmushuan. Cette confluence est située au centre-ville de Saint-Félicien au pied du pont du boulevard Saint-Félicien qui enjambe la rivière Ashuapmushuan, soit à:
- 0,34 km au nord-est du tronçon de chemin de fer;
- 9,3 km à l'ouest de l'embouchure de la rivière Ashuapmushuan;
- 60,6 km à l'ouest du centre-ville d'Alma[3].

À partir de l’embouchure de la Petite rivière Eusèbe, le courant descend le cours de la rivière Ashuapmushuan vers le sud-est sur 11,4 km, puis traverse le lac Saint-Jean vers l'est sur 41,1 km (soit sa pleine longueur), emprunte le cours de la rivière Saguenay via la Petite Décharge sur 172,3 km vers l'est jusqu’à Tadoussac où il conflue avec l’estuaire du Saint-Laurent.

## Toponymie
Le terme "Eusèbe" s'avère être un prénom d'origine française.
Le toponyme « Petite rivière Eusèbe » a été officialisé le 28 août 1973 à la Banque des noms de lieux de la Commission de toponymie du Québec.